# Паркер (Тексас)
Паркер (енгл. Parker) град је у америчкој савезној држави Тексас. По попису становништва из 2010. у њему је живело 3.811 становника.

## Демографија
Према попису становништва из 2010. у граду је живело 3.811 становника, што је 2.432 (176,4%) становника више него 2000. године.
| Група             | 2000.         | 2010.         |
| Белци             | 1.196 (86,7%) | 2.867 (75,2%) |
| Афроамериканци    | 29 (2,1%)     | 115 (3,0%)    |
| Азијати           | 19 (1,4%)     | 301 (7,9%)    |
| Хиспаноамериканци | 101 (7,3%)    | 412 (10,8%)   |
| Укупно            | 1.379         | 3.811         |